# Norman Spinrad

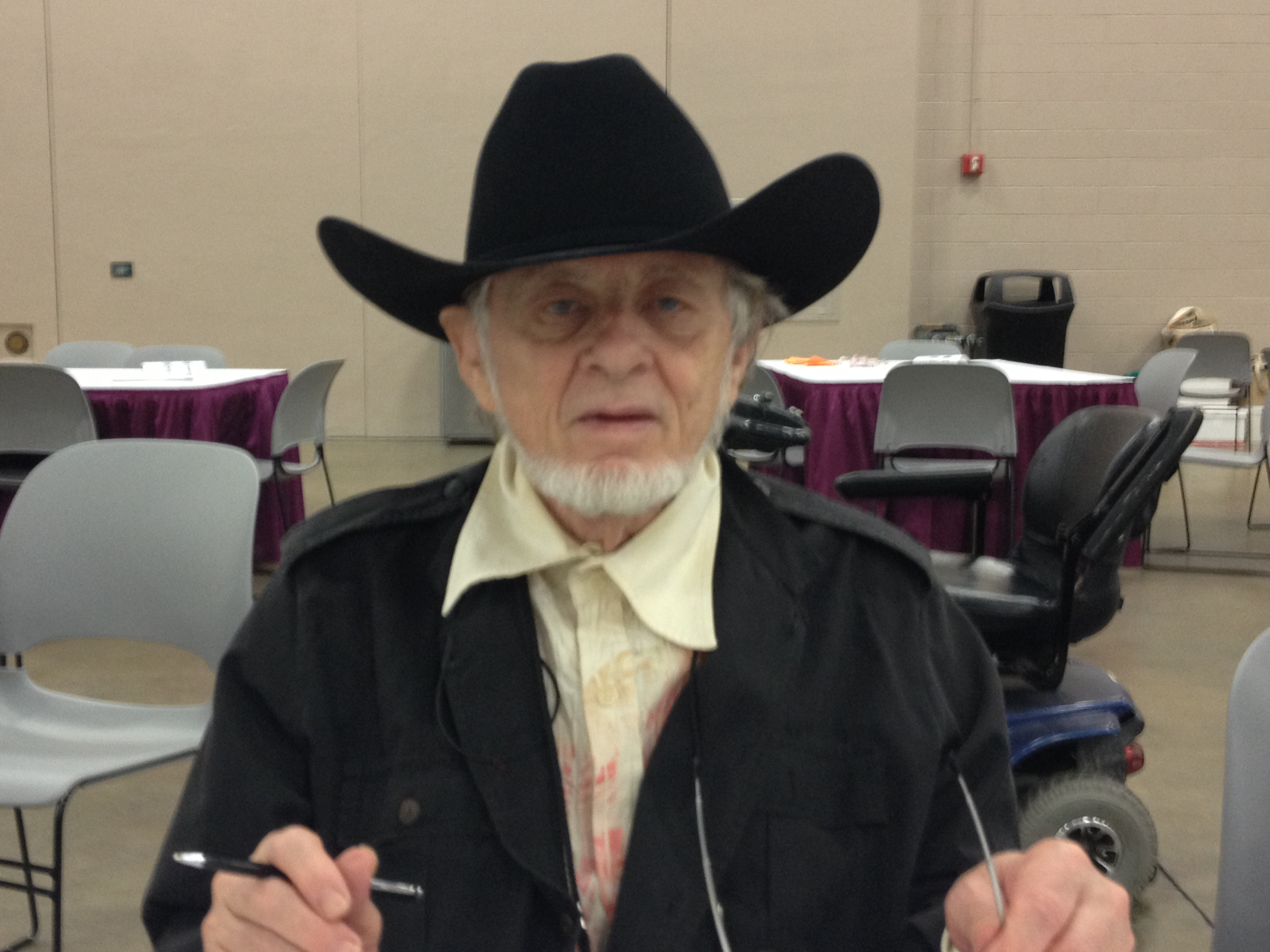
Norman Spinrad (2013)

Norman Richard Spinrad (15 september 1940) is een Amerikaanse sciencefictionauteur, essayist en criticus. Hij heeft verschillende prijzen gewonnen, waaronder de Hugo Award en twee Nebula Awards.
Spinrad is een van de meeste controversiële vertegenwoordigers van de New Wave in de sciencefiction. Zo had hij grote moeite om een uitgever te vinden voor zijn proto-cyberpunk roman Bug Jack Barron, die ging over een complot met betrekking tot een onsterfelijkheidsbehandeling en die een cynische houding had ten opzichte van politici. Uitgever Michael Moorcock publiceerde de roman als serie in het Britse sciencefictionblad New Worlds, hetgeen leidde tot vragen in het Britse parlement.
Ook voor zijn roman Osama the Gun uit 2007 was geen Amerikaanse uitgever te vinden. Dus publiceerde hij die als e-book.

### Romans
- The Solarians (1966)
- Agent of Chaos (1967); in het Nederlands: Conflict tussen de sterren. Rotterdam, Ridderhof, 1976 ISBN 90-308-0116-6
- The Men in the Jungle (1967)
- Bug Jack Barron (1969); in het Nederlands: Pak Jack Barron. Utrecht, Bruna, 1975 ISBN 90-229-9036-2
- The Iron Dream (1972)
- Passing Through the Flame (1975)
- Riding the Torch (1978)
- A World Between (1979): in het Nederlands: Planeet in de tang. Utrecht, Het Spectrum, 1982 ISBN 90-274-1116-6
- Songs from the Stars (1980); in het Nederlands: Het lied van de sterren. Utrecht, Het Spectrum, 1981 ISBN 90-274-1098-4
- The Mind Game (1980)
- The Void Captain's Tale (1983)
- Child of Fortune (1985)
- Little Heroes (1987)
- Children of Hamelin (1991)
- Russian Spring (1991)
- Deus X (1993)
- Pictures at 11 (1994)
- Journals of the Plague Years (1995)
- Greenhouse Summer (1999)
- He Walked Among Us (2003)
- The Druid King (2003)
- Mexica (2005)
- Osama the Gun (2007)
- The People's Police (2017)

### Verzamelbundels
- The Last Hurrah of the Golden Horde (1970)
- No Direction Home (1975)
- The Star-Spangled Future (1979)
- Other Americas (1988)
- Deus X and Other Stories (2003)

### Non-fictie
- Science Fiction in the Real World (1990)
- Fragments of America (2013)

- Bibsys: 90127778
- Biblioteca Nacional de España: XX1127861
- Bibliothèque nationale de France: cb119253516 (data)
- CiNii: DA05345032
- Gemeinsame Normdatei: 124366570
- International Standard Name Identifier: 0000 0001 1063 0258
- Library of Congress Control Number: n79122053
- MusicBrainz: 7825f7cb-d269-47d8-a117-1da62f200b17
- Bibliotheek van het Japanse parlement: 00457333
- Nationale Bibliotheek van Tsjechië: xx0014397
- Nationale Bibliotheek van Israël: 987007587508505171
- Nederlandse Thesaurus van Auteursnamen: 074952013
- Istituto Centrale per il Catalogo Unico: CFIV006978
- SNAC: w68f4kw0
- Système universitaire de documentation: 027146340
- Trove: 981583
- Virtual International Authority File: 54154517
- WorldCat: E39PBJg8KvXBKxyD3qhwbmDrMP